# Entre les murs
Entre les murs (deutsch: Die Klasse) ist ein Roman von François Bégaudeau, der 2006 bei Gallimard veröffentlicht wurde. In seinem vierten Roman beschreibt der Autor ein ganzes Jahr seines Lehreralltags in einer Pariser Schule. Mit diesem Werk schafft Bégaudeau den Durchbruch und macht auch über die Grenzen Frankreichs hinaus auf sich aufmerksam. 2008 folgte eine gleichnamige erfolgreiche Verfilmung des Buches (dt. Titel: Die Klasse).

## Handlung
Der junge Lehrer François unterrichtet Französisch an einer Schule im sozialen Brennpunkt des 19. Pariser Arrondissement. Diese zählt zu den Ausbildungsstätten der so genannten Zones d’Éducation Prioritaire, besonderen schulpolitischen Förderzonen. Zu Beginn des Schuljahres wird François mit seinen Schützlingen, vorwiegend Immigrantenkindern nordafrikanischer, schwarzafrikanischer und chinesischer Herkunft im Alter von 13 bis 15 Jahren, konfrontiert. Tagein, tagaus bietet sich ihm das gleiche Szenario: Unvermögen, Unwillen und Unbildung von Seiten der Schüler und Engagement, Frust, Überdruss, blanke Nerven und Disziplinierungsmaßnahmen von Seiten der Lehrer. Mittendrin versucht François unentwegt seinen Schülern nicht nur notwendige Fakten und sprachliche Kompetenz zu vermitteln, sondern auch soziale Werte menschlichen Zusammenlebens, Respekt und Toleranz. Trotz einiger Widrigkeiten gibt er nicht auf, weicht Konfrontationen nicht aus, kämpft gegen Leistungsverweigerung und Aggression, fördert mit unkonventionellen Methoden die Stärken der Jugendlichen und gibt eigene Schwächen zu.

## Charakteristika
François Bégaudeau liefert mit diesem Roman ein differenziertes Bild von der Situation an den Schulen der Pariser Problembezirke, indem er seine gesammelten Erfahrungen als Lehrer für Französisch und Literatur verarbeitet. Das Buch dokumentiert in zahlreichen Einzelszenen die Alltagserlebnisse des Ich-Erzählers und ist dabei – wie das Schuljahr selbst – aufgeteilt in 136 Tagesabschnitte und fünf Ferienperioden. Daraus resultiert die Aufteilung in fünf Kapitel, welche jeweils mit dem Eintreffen des Ich-Erzählers in der Schule beginnen – dann wiederholt sich der Kreislauf von Unterrichtsstunden, Konferenzen und Disziplinarverfahren. Diese Struktur spiegelt somit die Monotonie und Tristesse des Lebens und Lernens in dieser Umgebung wider. Die Erzählung besticht durch den Sprachstil, zumal Dialoge direkt und unvermittelt die Aussagen der Schüler wiedergeben und die Sprache reich an familiären Ausdrücken und für die Vororte charakteristischen Wendungen ist. Geprägt wird die Erzählweise des Weiteren durch das Sprachunvermögen vieler Schüler. Der Titel verweist zum einen auf den Klassenraum bzw. das Schulgelände an sich, deutet zum anderen aber auf das Gefangensein der Schüler in ihrem Vorort, auf ihr trost- und perspektivloses Dasein als Angehörige bildungsferner Schichten hin. Sarkastisch, ironisch, humorvoll und gleichzeitig seriös begegnet Bégaudeau den Problemen des französischen Schulsystems und damit wichtigen Fragestellungen der Gesellschaft. Entre les murs hebt sich von anderen tagebuchartigen Darstellungen des Schulalltags aus Sicht der Pädagogen ab, obwohl im Vordergrund Aspekte wie Ungleichheit, Integration, kulturelle und soziale Ausgrenzung stehen, die im Klassenraum auf radikale Weise zum Tragen kommen. Sprache und Dialogstil schaffen einen Realismus, der die Energie und Kraft der Momente zwischen Lehrer und Schülern intensiviert, Optimismus und Hoffnung vorherrschen lässt.

## Auszeichnungen
Der französische Bestseller erhielt den Prix France Culture/Télérama und wurde 2008 mit François Bégaudeau in der Hauptrolle verfilmt. Der gleichnamige Film von Regisseur Laurent Cantet wurde mit der Goldenen Palme in Cannes ausgezeichnet und für den Oscar in der Kategorie Bester fremdsprachiger Film nominiert.

## Buchausgaben
- Entre les murs. Éditions Verticales, Paris 2006, ISBN 2-07-077691-3
- Entre les murs. Gallimard, Paris 2007, ISBN 978-2-07-034290-7
- Die Klasse. Deutsch von Katja Buchholz und Brigitte Große. Suhrkamp, Frankfurt am Main 2008, ISBN 978-3-518-46031-3
- Entre les murs. Scénario de François Bégaudeau, Laurent Cantet et Robin Campillo. Reclam, Stuttgart 2010, ISBN 978-3-15-019772-1